# Yves Ciampi

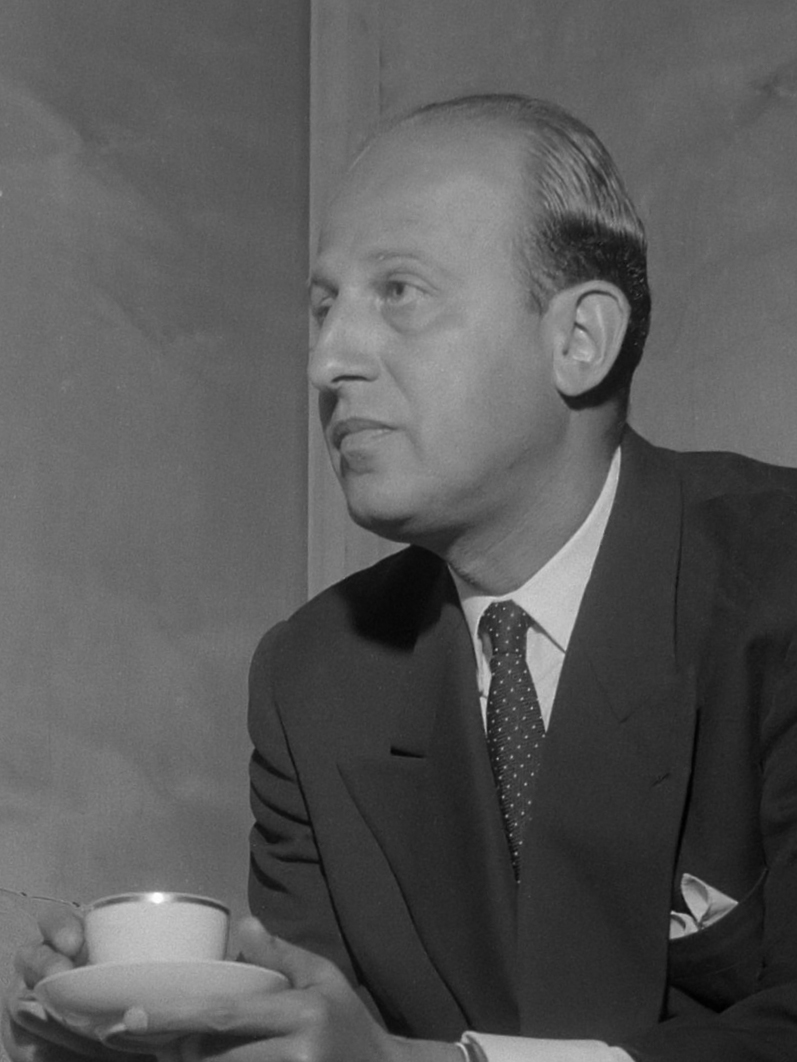
Yves Ciampi (1957)

Yves Ciampi (* 9. Februar 1921 in Paris; gebürtig Yves Jean Marie Ciampi; † 7. November 1982 ebenda) war ein französischer Filmregisseur und Drehbuchautor.

## Leben und Wirken
Ciampi studierte Medizin und arbeitete von 1941 bis 1943 als Krankenhausarzt. 1946 begann er mit der Inszenierung von Dokumentarfilmen und betätigte sich als Regieassistent bei Spielfilmen. Mit dem vielbeachteten Melodram Chefarzt Dr. Delius machte er 1951 erstmals auf sich aufmerksam. Der erfolgreiche Arztfilm Der Arzt und das Mädchen mit Dieter Borsche und Jean Marais bildete Ciampis Karrierehöhepunkt.
1955 erschien sein pazifistisches Die Helden sind müde mit Curd Jürgens, 1961 sein semidokumentarisches Werk Wer sind Sie, Dr. Sorge? um den in Japan hingerichteten Journalisten und Sowjetagenten Richard Sorge. Hier und noch mehr in seinem letzten Hauptwerk Der Himmel brennt, das 1965 beim Moskauer Filmfestival mit dem Goldenen Stern ausgezeichnet wurde, zeigte sich Ciampi als der Sowjetunion freundlich gesinnter Anhänger der Lehre von der friedlichen Koexistenz.
In späteren Jahren kehrte er zum Kurz- und Dokumentarfilm zurück. Von 1955 bis 1958 war er Präsident des Syndicat des techniciens de la production cinématographique. Zeitweise übte er eine führende Position beim staatlichen Fernsehsender ORTF aus.

## Filmografie (Auswahl)
- 1951: Chefarzt Dr. Delius (Un grand patron)
- 1953: Liebe ohne Gnade (L'esclave)
- 1953: Der Arzt und das Mädchen (Le guérisseur)
- 1955: Die Helden sind müde (Les héros sont fatigués)
- 1957: Taifun über Nagasaki (Typhon sur Nagasaki)
- 1959: Der Sturm bricht los (Le vent se lève)
- 1961: Wer sind Sie, Dr. Sorge? (Qui êtes-vous, Monsieur Sorge?)
- 1965: Der Himmel brennt (Le ciel sur la tête)
- 1967: Spionage (Le monde parallèle)
- 1976: Kleiner Franzose liebt kleine Französin (Mords pas, on t'aime), nur Produktion